# Patricia Aranda
Patricia Aranda Muñoz, född  27 juni 1979 i Maracena i Spanien, är en volleybollspelare (passare). Hon spelare i Spaniens landslag. 
Aranda Muñoz spelade med ett stort antal spanska elitklubbar fram tills 2011. Då gick hon över till Béziers Volley i Frankrike och var proffs där under en säsong. Därefter flyttade hon vidare till Peru där hon spelade till 2020. Sedan dess spelar hon åter i Spanien på klubbnivå. Hon har vunnit spansk mästerskapet en gång, spansk cupen tre gånger och spanska supercupen två gånger. I franska och peruanska ligan har hon som bäst kommit två, vilket även är hennes bästa resultat i den europeiska klubbturneringen CEV Challenge Cup.
Med landslaget har hon deltagit vid flera EM och European Volleyball League.